# Hayo (Mandrehe)
Hayo is een bestuurslaag in het regentschap Nias Barat van de provincie Noord-Sumatra, Indonesië. Hayo telt 956 inwoners (volkstelling 2010).